# الجنازة في الإسلام

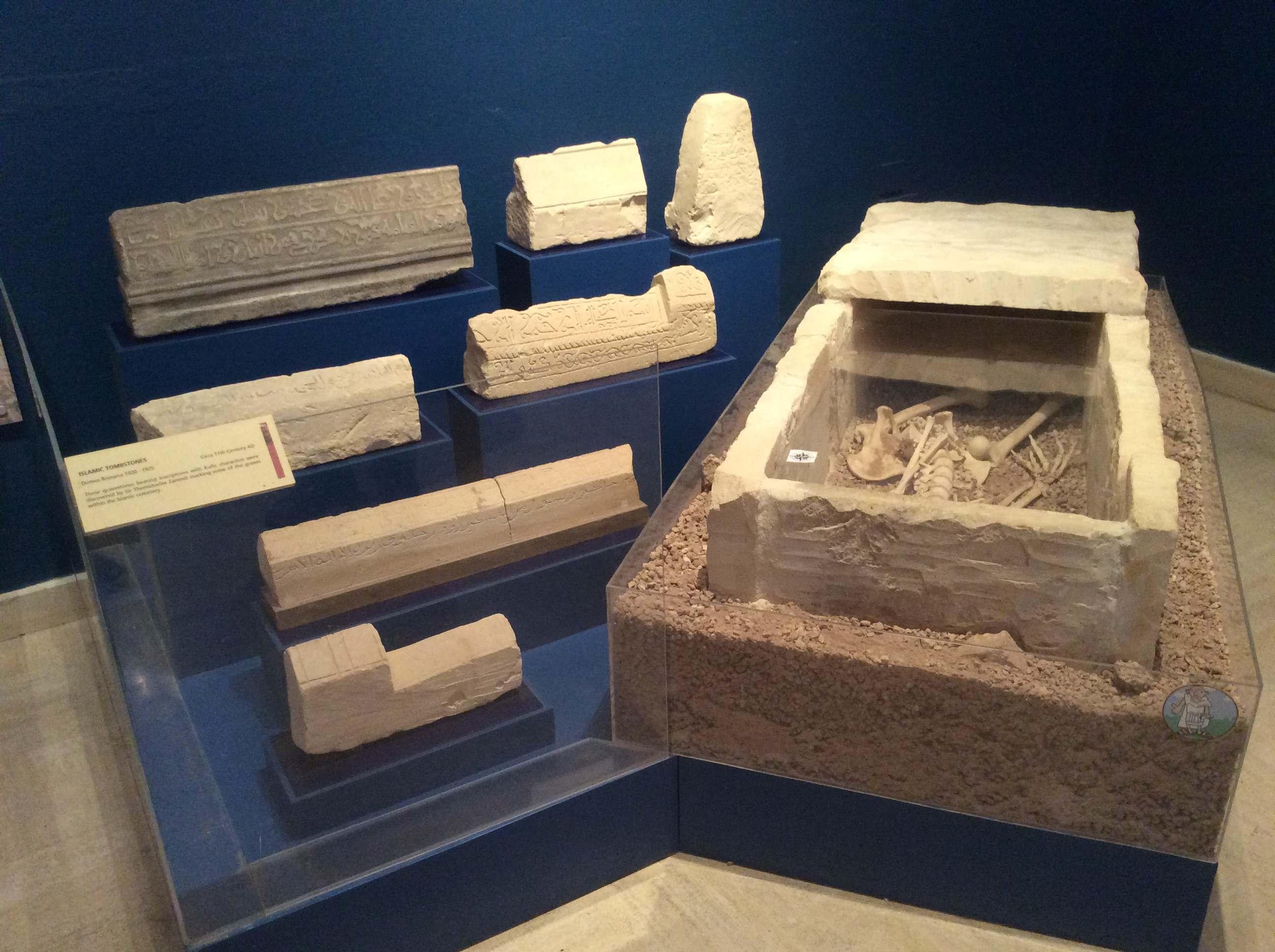
عُثر على جنازة إسلامية في دومة الرومن في الرباط، في مالطا، في ق. القرن 11 م.

الجنازة الإسلامية هي أسلوب جنازة يتبع شعائرًا محددة إلى حد ما، على الرغم من أنها تخضع للتفسير الإقليمي والاختلاف في العادات. وفي جميع الأحوال فإن الشريعة الإسلامية تُوجب دفن الجثة في أسرع وقت ممكن. يُغسل المتوفى ويُغطى بالكفن (قماش أبيض بسيط). ثم تُقرأ صلاة الجنازة. إن حرق الجثث مُحرّم في الإسلام بشدة، ويدفن جثمان الميت بالكفن بدون نعش، ويُوجه الرأس نحو مكة. إن الحداد على الميت ثلاثة أيام إلا الأرملة فإنها تحزن أربعة أشهر وعشرة أيام.

## تحضير الجثمان

### الصلاة الأولية
وعند سماع خبر المتوفى، من المعتاد أن يُتلى دعاء من القرآن الكريم، سورة البقرة، الآية 156 - (إِنَّا لِلَّهِ وَإِنَّا إِلَيْهِ رَاجِعُونَ).

### الغُسل

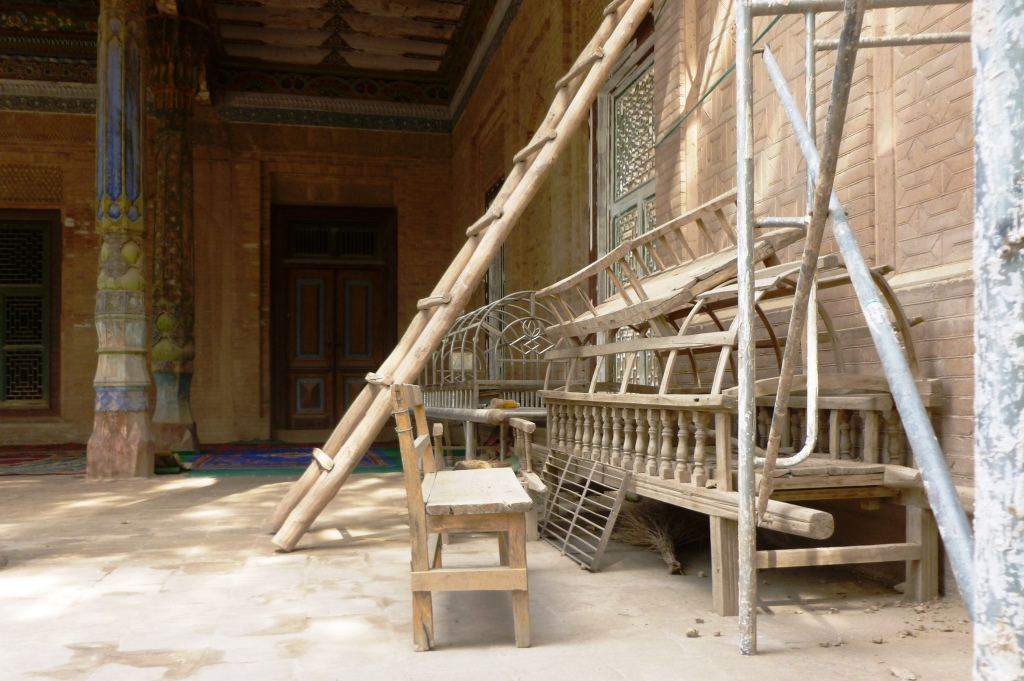
معدات غسل وتجهيز الجثث في مسجد آفاق خوجة، في كاشغر. في عام 2010 م

وتُغسل الجثة (الغٌسل) من أفراد الأسرة أو الأفراد من نفس جنس المُتوفى. قد تختلف الطريقة والأسلوب والأسلوب والملحقات المستخدمة في غسل الجثة حسب المكان والوضع الزمني، باستثناء أنه يجب أن يتم ذلك بالماء الساخن. إن غسل الميت من الشعائر الأساسية في سنة النبي محمد، وهو يرمز إلى تطهير جسدي وروحي.
الممارسة التقليدية هي غسل الجسم عددًا فرديًا من المرات (مرة واحدة على الأقل) بقطعة قماش تغطي العورة (أجزاء الجسم التي يجب إخفاؤها وفقًا للشريعة).

### التكفين
بعد الغسل، يُلف الجسم بقطعة قماش بيضاء بسيطة تُسمى الكفن. ويتم ذلك احترامًا لكرامة وخصوصية المتوفى مع حضور عائلته في بعض الأحيان. قد تختلف تفاصيل هذه الشعائر، بما في ذلك المادة والأسلوب ولون القماش، من منطقة إلى أخرى. ولهذا السبب فضل المسلمون عمومًا استخدام القماش القطني الأبيض للكفن. لا يجوز للرجل أن يستخدم أكثر من ثلاث قطع من القماش، وللمرأة خمس قطع من القماش. وبشكل عام، فإن هذه العملية هي جزء من المبدأ الإسلامي الذي ينص على أن جميع الأفراد يُدفنوا بنفس الطريقة وأن الله ينظر إلى الجميع على أنهم متساوون.
إذا مات المسلم دون وجود أي عائلة أو أصدقاء لإجراء شعائر الغُسل والتكفين، يقوم كبار السن في المجتمع المسلم بترتيب إكمال المناسك.

## صلاة الجنازة
بعد الإعلان عن وفاة المتوفى، يجتمع مسلمو المجتمع لتقديم صلواتهم الجماعية للمغفرة للميت. وقد أُطلق على هذه الصلاة عمومًا اسم صلاة الجنازة.
صلاة الجنازة تكون على النحو التالي:
- مثل صلاة العيد، تتضمن صلاة الجنازة أربع تكبيرات إضافية[12]، وهو المصطلح لوصف عبارة (الله أكبر)، ولكن لا يوجد ركوع ولا سجود.
- ويقال الدعاء للمُتوفى وللناس.
- وفي الحالات الاستثنائية يجوز تأجيل الصلاة وأدائها في وقت لاحق كما حدث في غزوة أحد.[13]
- تُعتبر صلاة الجنازة فرض كفاية، أي أن على القليل من الناس القيام بها، ولكن الجميع يعتبرون آثمين إذا لم يصليها أحد. وتُصلى على موت المسلم البالغ في الجماعة.[14][15]

## خدمات الجنازة

قبر مسلم

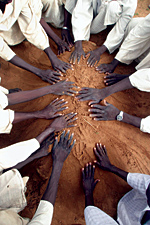
رجال مسلمون يكملون القبر بعد الدفن

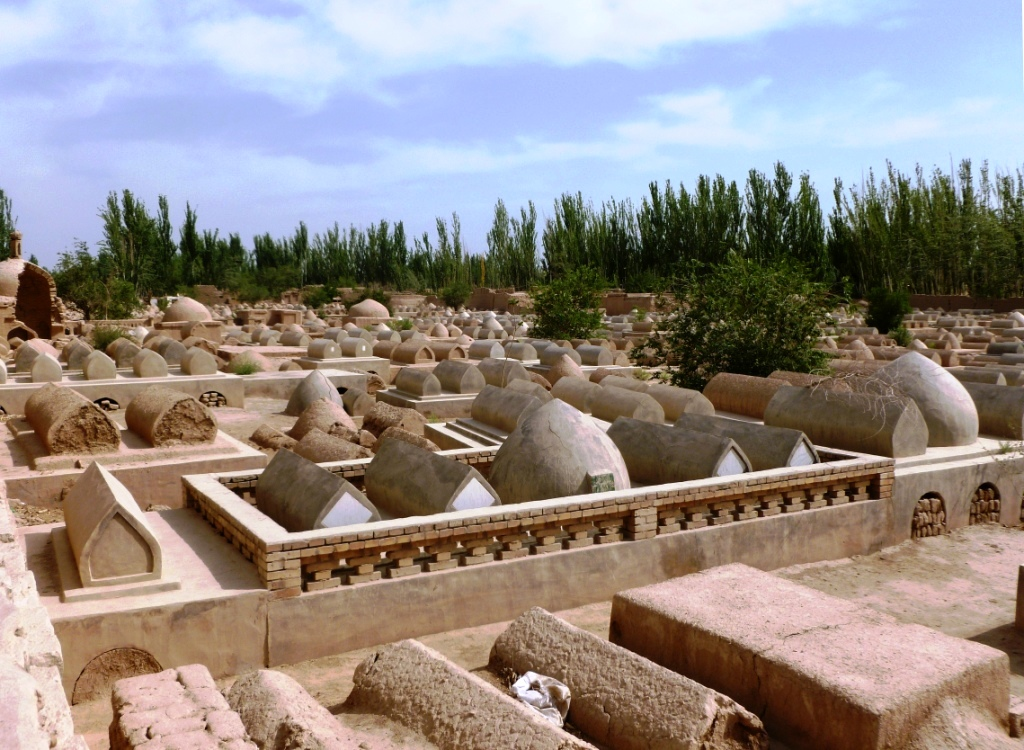
مقبرة المسلمين، في كاشغر.

وبعد الغسل والتكفين والصلاة على الميت، يُنقل الجثمان ليُدفن وقد يُحمل على نعش يُوضع على أكتاف الناس من منطقة الغسل والتكفين إلى منطقة الدفن فيما يُعرف بتشييع، وغالبًا يُتناوب في حمل النعش. يتم الدفن عادة في أقرب وقت ممكن، ومن الأفضل خلال 24 ساعة من الوفاة، لتكريم المتوفى ومنع التأخير غير المبرر. ومع ذلك، فإن عادات الدفن قد تختلف حسب طائفة الإسلام التي ينتمي إليها الشخص. يحاول المسلمون عادةً بذل قصارى جهدهم لاتباع الأحاديث المتعلقة بإجراءات دفن القبور الصحيحة. بعض تقاليد الإسلام السنية المتشددة تسمح للرجال فقط بحضور مراسم الجنازة.
يجب أن يكون القبر عموديًّا باتجاه القبلة. لا يستخدم الإسلام التوابيت في الدفن، بل يتم وضع الحجارة أو الخشب في الأسفل حيث يستقر الجسد. ويوضع الجسد في القبر على جانبه الأيمن متجهًا نحو القبلة. بمجرد وضع الجثة، يضع كل مشارك ثلاث حفنات من التراب في الأعلى لملء القبر مصحوبًا بالصلاة. يتم الحفاظ على القبر بسيطًا ولا تتطلب التقاليد الإسلامية وضع شاهد قبر؛ يمكن وضع علامة صغيرة لتحديد موقع القبر.

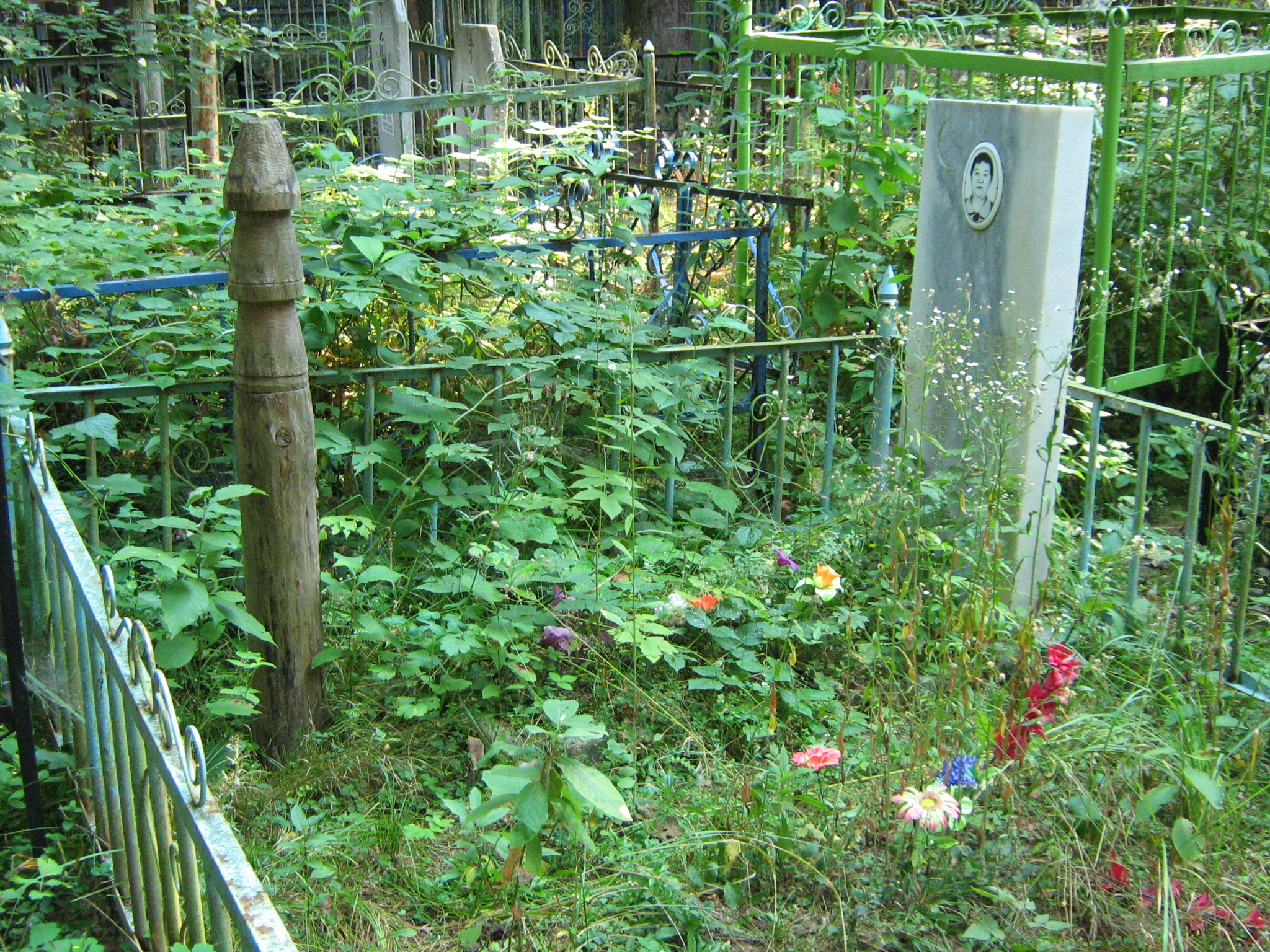
مقبرة المسلمين التتار

## الحدَاد

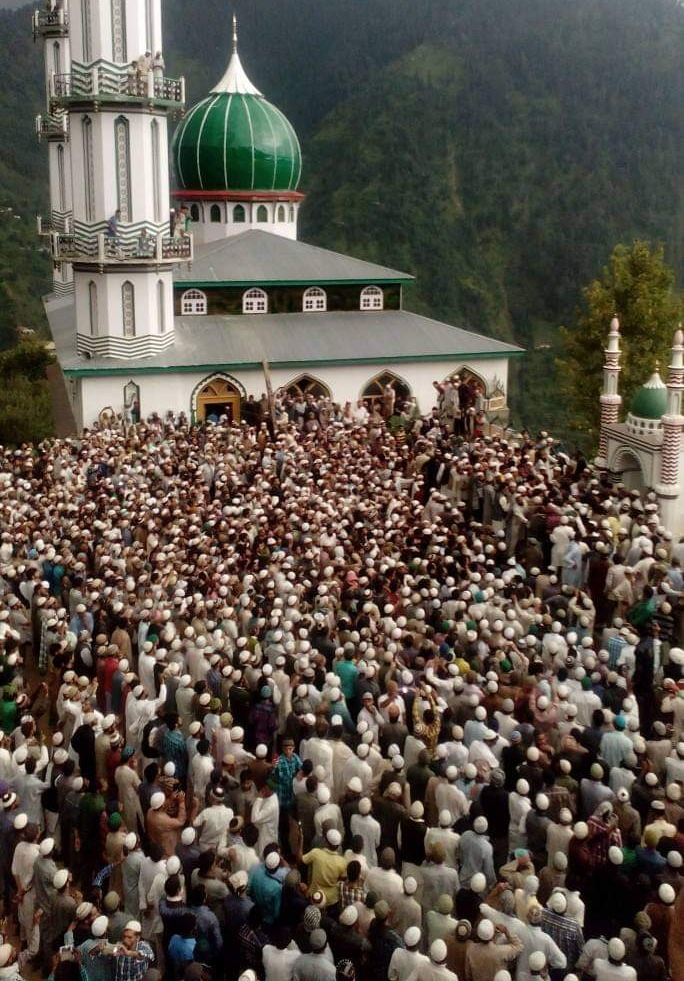
تجمع حشد كبير في عام 2015 لحضور جنازة الحاج غلام قادر غانيبوري في بهالسا

إن الحزن على وفاة أحد الأحباء والبكاء على الميت أمر طبيعي ومقبول. وفقًا للإسلام السني، فإن فترة الحداد تكون ثلاثة أيام باستثناء الأرامل اللاتي لديهن فترة طويلة. يتم الاحتفال بالحزن الإسلامي من خلال زيادة التفاني واستقبال الزوار والتعازي وتجنب الملابس المزخرفة والمجوهرات وفقًا للقرآن الكريم. يجب على الأرامل الالتزام بالعدة، وهي "فترة انتظار" مدتها أربعة أشهر وعشرة أيام.
يتوقع الإسلام السني أن تظل تعبيرات الحزن كريمة، ويحظر النحيب بصوت عالٍ أو الحداد بصوت عالٍ، والصراخ، وضرب الصدر والخدين، وتمزيق الشعر أو الملابس، وكسر الأشياء، وخدش الوجوه أو التحدث بعبارات مثل تحدي قوة الله (على سبيل المثال "إذا كان الله موجودًا وعادلًا، فلن يسمح بمثل هذا الظلم"). إن الحزن مسموح به كجزء من شعائر الجنازة للسماح للشخص بالتصالح مع فقدان الشخص المتوفى طالما كان ذلك يحترم الله.

### الأرامل
وكما ورد في القرآن الكريم، فإن الأرامل عليهن عدة أطول وهي أربعة أشهر قمرية وعشرة أيام. ويرى علماء المسلمين أن هذا التوجيه يمثل توازنًا بين الحداد على وفاة الزوج وحماية الأرملة من اللوم الثقافي أو المجتمعي إذا أصبحت مهتمة بالزواج مرة أخرى بعد وفاة زوجها، وهو ما يعتبر في كثير من الأحيان ضرورة اقتصادية. ويعمل هذا الحكم أيضًا على حماية حقوق الملكية للجنين، حيث إن المدة كافية لتحديد ما إذا كانت الأرملة حاملًا أم لا.
وَالَّذِينَ يُتَوَفَّوْنَ مِنكُمْ وَيَذَرُونَ أَزْوَاجًا يَتَرَبَّصْنَ بِأَنفُسِهِنَّ أَرْبَعَةَ أَشْهُرٍ وَعَشْرًا ۖ فَإِذَا بَلَغْنَ أَجَلَهُنَّ فَلَا جُنَاحَ عَلَيْكُمْ فِيمَا فَعَلْنَ فِي أَنفُسِهِنَّ بِالْمَعْرُوفِ ۗ وَاللَّهُ بِمَا تَعْمَلُونَ خَبِيرٌ (234)— القرآن 2:234–235

## الصدقة والدعاء
الصدقة والدعاء جزء لا يتجزأ من مراسم الجنازة. يُعتقد أن الأعمال الخيرية التي تُقدم نيابة عن المتوفى تعود بالنفع على روح المتوفى.

## صلاة الغائب
أحيانًا لا يتمكّن مجموعة من المسلمين حضور الجنازة أو الصلاة عليها بسبب البُعد فيصلون صلاة الغائب.

## الاختلافات بين السنة والشيعة
لا يوجد عمومًا أي اختلافات كبيرة بين معظم الفرق الإسلامية في شعائر الجنازة وخاصةً بين السنة والشيعة، عدا الآتي:
1. عدد التكبيرات: السنة يصلون على الميت أربع تكبيرات، بينما الشيعة يصلون خمس تكبيرات.
2. مدة الحزن المشروطة: يُحرم السنة الحُزن بعد ثلاثة أيام على ميت عدا للأرملة، وبالتالي يُحرمون إقامة الأربعين على الميت، بينما الشيعة لا يرون إشكالًا في المدة أو في الأربعين.
3. الأضرحة: في حين أن بعض المذاهب السنية السلفية تُحرم إقامة الأضرحة والقبب وحتى الشواهد على الميت؛ إلا أن الشيعة وبعض المذاهب السنية الأخرى لا تُحرمه.

## طالع أيضًا
- النظرة الإسلامية للموت
- الدفن في البحر في الإسلام
- شاهد قبر ميمونة (المجمعة)، ضريح قبر إسلامي من الرخام يعود تاريخه إلى القرن الثاني عشر
- مقبرة وادي السلام، مقبرة إسلامية وأكبر مقبرة في العالم

## روابط خارجية
- جنازة حكيمة: عادات الجنازة الإسلامية وشعائر الخدمة
- شعائر الموت في الإسلام نسخة محفوظة 2 July 2017 على موقع واي باك مشين.